# بخيرة
بَخِيرَة (الاسم العلمي Pachira)، جنس أشجار برية وزراعية من فصيلة الخبازية. أنواعها المعروفة ستة منبتها المناطق الاستوائية في أمريكا الوسطى والجنوبية وأفريقيا والهند.